# 山本拓 (経済学者)
山本 拓（やまもと たく、1945年4月4日 - ）は、日本の経済学者。東京都出身。専門は統計学・計量経済学。一橋大学名誉教授。1996年から1998年日本統計学会理事長、2005年から2007年日本統計学会会長、1991年から2001年まで日本経済学会常任理事。
1998年、『経済の時系列分析』で日経・経済図書文化賞を受賞。経済時系列分析の予測量精度に関する分析、および共和分モデルの分析において先駆的な成果を上げ、これらの業績によって第18回日本統計学会賞を受賞。
趣味は音楽鑑賞。

## 経歴

### 学歴
- 1961年 3月 慶應義塾普通部卒業
- 1964年 3月 慶應義塾高等学校卒業
- 1968年 3月 慶應義塾大学工学部（現・理工学部）管理工学科卒業[3][5]
- 1970年 3月 慶應義塾大学大学院工学研究科修士課程管理工学専攻修了[5]
- 1974年 8月 ペンシルベニア大学大学院経済学研究科博士課程修了 （Ph.D. in Economics）[3][5]

### 職歴
- 1974年10月 ルーヴァン・カトリック大学付属 Center for Operations Research and Econometrics （CORE） 研究員（Post-Doctoral Research Fellow）[5]
- 1976年4月 創価大学経済学部専任講師[5]
- 1978年4月 創価大学経済学部助教授[5]
- 1982年4月 横浜国立大学経済学部助教授[5]
- 1987年4月 横浜国立大学経済学部教授[5]
- 1988年4月 筑波大学社会工学系教授[5]
- 1991年4月 一橋大学経済学部教授[5]
- 1998年4月 一橋大学大学院経済学研究科教授[5]
- 2008年10月 日本大学経済学部教授[5]
- 2009年4月 一橋大学名誉教授[5]

## 主な著書
- 山本拓『計量経済学』創価大学通信教育部、1979年。
- 山本拓『経済の時系列分析』創文社、1988年。ISBN 978-4423895023。
- 山本拓『計量経済学』新世社、1995年。ISBN 978-4915787454。